# Westside, Iowa
Westside là một thành phố thuộc quận Crawford, tiểu bang Iowa, Hoa Kỳ. Năm 2010, dân số của thành phố này là 299 người.

## Dân số
Dân số qua các năm:
- Năm 2000: 327 người.
- Năm 2010: 299 người.